# Sundaroa calesia
Sundaroa calesia är en fjärilsart som beskrevs av Swinhoe 1902. Sundaroa calesia ingår i släktet Sundaroa och familjen tofsspinnare. Inga underarter finns listade i Catalogue of Life.